# AMN082
AMN082 (N,N'-dibenzhidriletan-1,2-diamin dihidrohlorid) je selektivni alosterni agonist metabotropnog glutamatnog receptora 7 (mGluR7). On oponaša dejstvo glutamata. AMN082 je prvi selektivni mGluR7 agonist.